# Рамаджогайя Шастри
Фамилия этого человека — Даривенула, Шастри — идентификатор касты
Рамаджогайя Шастри (англ. Ramajogayya Sastry, телугу రామజోగయ్యశాస్త్రి; род. 24 августа 1970 года) — индийский поэт-песенник, пишущий тексты песен для фильмов на языке телугу. Лауреат Filmfare Award и SIIMA Award за лучшие стихи к песне для фильма на телугу.

## Биография
Рамаджогайя Шастри родился в деревне Арепалли Муппалла округа Гунтур штата Андхра-Прадеш в семье земледельцев. Его отец, Сурьяпракаш Рао, был местным священником.
Рамаджогайя окончил школу в Нарасараопете, получил степень бакалавра в области техники в Национальном технологическом институте Варангала и степень магистра в Индийском технологическом институте Харагпура.
Сочинять стихи он начал ещё во время учёбы. Работая инженером программного обеспечения в Бангалоре, написал тексты для около 40 частных музыкальных альбомов на телугу, а также три песни на каннада. Актёр и режиссёр Равичандран помог ему занять определённое положение в индустрии кино на каннада. Работая над дублированием каннадаязычного фильма на телугу, он встретился с поэтом-песенником Ситарамой Шастри, который предложил ему стать его протеже. Карьера Рамаджогайи в Толливуде началась с двух песен в фильме Yuvasena.
После небольшого перерыва он написал текст для двух песен на музыку Чакри к фильму Asadhyudu (2006). Через Чакри он познакомился с режиссёром Срину Вайтла, для которого сочинил три песни к фильму Dhee (2007). В дальнейшем Рамаджагайя написал тексты песен почти для всех фильмов Вайтлы, а также фильмов актёра и продюсера Мохана Бабу. В фильме Вайтлы King (2008) он появился на экране в эпизодической роли.
Песня «Sada Siva» из фильма Khaleja (2010) принесла ему Filmfare Awards South.
В следующем году он номинировался на эту же премию с песней «Guruvaram March Okati» из фильма «Дерзкий»,
за которую также был награждён SIIMA Awards.
В дальнейшем он ещё дважды претендовал на Filmfare с композициями «Pandagala Digivachavu» из «Острого перца» (2013) и «Pora Srimanthuda» из «Великодушного» (2015) и пять раз на SIIMA Awards с песнями «Ga Ee Ga Ee Ga Ee» из «Мухи»,
«Banthi Poola Janaki» из «Лицемера»,
«Nee Kanti Choopullo» из Legend,
«O Manishi» из Yevade Subramanyam и «Rama Rama» из «Великодушного».
Второй раз Рамаджагайя получил Filmfare Awards South за слова к песне «Pranaamam» из фильма Janatha Garage (2016),
за которую также был номинирован на SIIMA Awards.
В настоящее время Рамоджагайя является одним из наиболее востребованных поэтов-песенников в киноиндустрии телугу. За его вклад в успех музыкального альбома к фильму «Великодушный» (2015) производители отметили его денежной премией.
Рамоджагайя Шастри женат. Его жена — домохозяйка. У них двое сыновей.